# میلوری (پنسیلوانیا)
میلوری (به انگلیسی: Milroy) یک منطقهٔ مسکونی در ایالات متحده آمریکا است که در شهرستان میفلن، پنسیلوانیا واقع شده‌است. میلوری ۱٫۷ کیلومتر مربع مساحت و ۱٬۳۸۶ نفر جمعیت دارد.